# Nils Forsgren
Nils Signar Forsgren, född 26 januari 1937 i Robertsfors, Västerbottens län, död 23 april 2020 på Lidingö, var en svensk författare.

## Allmänt
Forsgren skrev flera moderna historiska böcker om uppbyggnaden av vattenkraft och kärnkraft i Sverige, samt speciellt hur det statliga Vattenfall utvecklats. 

## Lidingö - Människor och miljöer

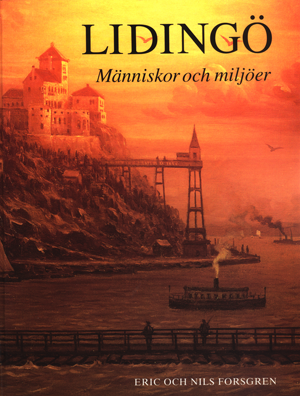
Omslag till boken Lidingö - människor och miljöer av Eric & Nils Forsgren, föreställande en bild på Foresta, Lidingö omkring 1910 med hissen upp till Herserud och dåvarande flottbron i förgrunden som byggdes 1884. Målning av okänd konstnär.

Nils Forsgren är speciellt känd av Lidingöborna genom boken Lidingö - människor och miljöer som han började arbeta med tillsammans med sin bror Eric Forsgren när bröderna flyttade ner från Västerbotten till Lidingö på tidigt 1970-tal. Boken på 379 sidor som tog över 15 år att färdigställa är en omfattande historieskrivning om Lidingö författad i modern tid för den breda allmänheten, och sträcker sig från forntiden fram till mitten av 1990-talet. Den tar upp både enskilda händelser, omfattande porträtt av genom tiderna framstående Lidingöbor och större milstolpar i Lidingös historia. Boken utgavs i samarbete med Lidingö hembygdsförening. Nils Forsgren hämtade en stor del av materialet om Lidingös tidiga historia före sekelskiftet 1900 från Birger Wedbergs bok Lidingöliv i gamla dar  som kom ut 1924.
Nils Forsgren är gravsatt i minneslunden på Lidingö kyrkogård.